# World Boxing Organization
World Boxing Organization (WBO) räknas som den fjärde största boxningsorganisationen som utser världsmästare.
WBA, WBC och IBF har traditionellt, alltsedan  1980-talet, ansetts som "de tre stora" organisationerna inom boxningen och WBO - tillsammans med flera andra mindre organisationer såsom IBO, IBU, WBF, WBU, IBA m.fl - har setts som "mindre värda". Dock har WBO, efter att från en början stämplats som en "Kalle Anka-titel", dvs inte mycket värd, på senare år fått ett ökat anseende och räknas numer som ett av de fyra stora förbunden, om än fortfarande lite "under" de övriga tre.